# Marcel Mouloudji
Marcel Mouloudji (in lingua cabila Marsel Muluği; Parigi, 16 settembre 1922 – Neuilly-sur-Seine, 14 giugno 1994) è stato un cantante, compositore e attore francese.
Il padre di Marcel, algerino, originario di Sidi Aïch in Cabilia, lavorò come agricoltore e fu iscritto al Partito Comunista.

## Biografia
Affetto sin dalla nascita da un leggero strabismo, si iscrisse insieme al fratello al  Movimento internazionale dei Falchi Rossi - Internazionale dell'educazione socialista. Nel 1935 incontrò Sylvain Itkin, direttore del "Groupe Octobre", un'organizzazione affiliata alla Federazione dei lavoratori del teatro di Francia. Egli partecipò alla vita sociale del Fronte popolare nel 1936, e visse in parziale clandestinità durante la seconda guerra mondiale. Mouloudji raccontò poi la sua esperienza nel libro Enrico è il prezzo della Pléiade (1945).
Nel 1938 apparve nel film Gli scomparsi di Saint Agil di Christian-Jaque. Recitò nella pellicola Les Eaux troubles (1949) di Henri Calef, e partecipò a Ribellione (1945) di Christian-Jaque e Siamo tutti assassini (1952) di André Cayatte.
Nel 1958 fece la sua ultima apparizione al cinema in Raffiche sulla città di Pierre Chenal, e in un film ispano-svedese, Llegaron dos hombres.
Grazie a Jacques Canetti, il famoso produttore discografico e fondatore del cabaret parigino Les Trois Baudets, che condusse Mouloudji al successo, registrò Come un piccolo papavero (Comme un p'tit coquelicot), che ottenne il Grand Prix du Disque nel 1953 e il Prix Charles Cros nel 1952 e 1953. Il successivo Un giorno si vedrà (Un jour tu verras), del 1954, è tratto dal film Il letto. Nei cabaret,  cantò il repertorio di Boris Vian (Le Déserteur) e interpretò canzoni di Jacques Prévert.
In Italia, nel 1965 la sua canzone Le mal de Paris fu scelta come sigla per la prima serie dello sceneggiato  televisivo Le inchieste del commissario Maigret.
Nel 1976 registrò con il fisarmonicista Marcel Azzola un'antologia di musette: Et ça tournait. Nel 1980 pubblicò l'album Inconnus Inconnues e tenne numerosi concerti in tutto il Paese. Da allora però dedicò più tempo per scrivere e dedicarsi alla pittura, il suo primo amore. Tornò sul palco nel 1987 presso l'Elysée Montmartre.
A 70 anni, nel 1992, una pleurite compromise parzialmente la sua voce. Nel marzo 1994 venne invitato al Festival Chorus di Hauts-de-Seine, vicino a Parigi, per un concerto-omaggio. Diede un ultimo recital vicino a Nancy nel mese di aprile.
Morì il 14 giugno 1994, quando aveva molti progetti in corso, tra cui la stesura delle sue memorie e un nuovo album. È sepolto nel cimitero di Père-Lachaise a Parigi.

## Vita privata
Louise Fouquet, detta Lola, fu sua moglie e suo agente dal 1943 al 1969. Marcel Mouloudji ebbe due figli: Grégory Mouloudji, da Lilia Lejpuner nel 1960, e Annabelle Mouloudji (anche lei cantante) da Nicolle Tessier nel 1967. Lilianne Patrick fu la sua ultima compagna.

## Filmografia
- Jenny, regia di Marcel Carné (1936)
- La Guerre des gosses, regia di Jacques Daroy (1936)
- Sotto il sole di Parigi (Ménilmontant), regia di René Guissart (1936)

- A Venezia una notte (À Venise, une nuit), regia di Christian-Jaque (1937)
- Claudine à l'école, regia di Serge de Poligny (1937)
- Miraggio (Mirages), regia di Alexandre Ryder (1938)
- Gli scomparsi di Saint Agil (Les Disparus de Saint-Agil), regia di Christian-Jaque (1938)
- Les Gaietés de l'exposition, regia di Erno Hajos (1938)
- Senza domani (L'Entraîneuse), regia di Albert Valentin (1939) - non accreditato
- Avventura al grand hotel (Le Grand élan), regia di Christian-Jaque e Harry R. Sokal (1939)
- I figli della strada (L'Enfer des anges), regia di Christian-Jaque (1941)
- Due donne innamorate (Premier bal), regia di Christian-Jaque (1941)
- Gioventù traviata (Les Inconnus dans la maison), regia di Henri Decoin (1942)
- Les Roquevillard, regia di Jean Dréville (1943) - non accreditato
- Adieu Léonard, regia di Pierre Prévert (1943) - non accreditato
- Vautrin, regia di Pierre Billon (1943)
- L'ange de la nuit, regia di André Berthomieu (1944)
- Ribellione (Boule de suif), regia di Christian-Jaque (1945)
- Les cadets de l'océan, regia di Jean Dréville (1945)
- Le bataillon du ciel, regia di Alexander Esway (1946)
- La maternelle, regia di Henri Diamant-Berger (1946)
- Risorgere per amare (Les jeux sont faits), regia di Jean Delannoy (1947)
- Bagarres, regia di Henri Calef (1948)
- Tête blonde, regia di Maurice Cam (1948)
- Les eaux troubles, regia di Henri Calef (1949)
- Giustizia è fatta (Justice est faite), regia di André Cayatte (1950)
- La souricière, regia di Henri Calef (1950)
- Gibier de potence, regia di Roger Richebé (1951)
- Siamo tutti assassini (Nous sommes tous des assassins), regia di André Cayatte (1952)
- Trois femmes, regia di André Michel (1952)
- Gli uomini non guardano il cielo, regia di Umberto Scarpelli (1952)
- La vita di un onest'uomo (La Vie d'un honnête homme), regia di Sacha Guitry (1953)
- La ballade des réverbères - cortometraggio  (1953)
- Boum sur Paris, regia di Maurice de Canonge (1954)
- Il letto (Secrets d'alcôve), regia di Ralph Habib - episodio "Riviera express"  (1954)
- Tout chante autour de moi, regia di Pierre Gout (1955)
- Les indiscrètes, regia di Raoul André (1955)
- Fino all'ultimo (Jusqu'au dernier), regia di Pierre Billon (1957)
- Raffiche sulla città (Rafles sur la ville), regia di Pierre Chenal (1958)
- Llegaron dos hombres, regia di Eusebio Fernández Ardavín e Arne Mattsson (1958)
- 58.2/B, regia di Guy Chalon (1958)
- La belle saison est proche, regia di Jacques Barral - documentario - (1960)
- La planque, regia di Raoul André (1961)
- Le livre muet, regia di Gérard Dumont  - cortometraggio (1962)
- Jacques Prévert, regia di Jean Desvilles - mediometraggio documentario (1977)

## Cover delle canzoni di Mouloudji da altri musicisti
Diversi artisti e i suoi figli hanno interpretato canzoni da Marcel Mouloudji nell'album Hommage à Mouloudji, En souvenir des souvenirs... : tra i primi si annoverano Louis Chédid, Alain Chamfort, Jil Caplan, Annabelle & Grégory Mouloudji e altri.